# الثوالث
الثوالت أو توالت هي قرية في إقليم سطات ضمن جهة الشاوية ورديغة بالغرب المغربي. كان مجموع عدد سكان الجماعة القروية توالت 11.815 نسمة.(تعداد السكان الرسمي 2004)